# Солманис, Зигфрид
Зигфрид Вальдемарович Солманис (латыш. Zigfrīds Solmanis; 9 июля 1913, Рига, Российская империя — 6 сентября 1984, Юрмала, Латвия) — один из сильнейших шахматистов Латвии в 1940—1950 годах.

## Карьера шахматиста
В шахматы начал играть в возрасте 6 лет. В юношеском возрасте активно включился в шахматную жизнь Латвии, выделяясь своим агрессивным и азартным стилем игры.  В 1938 году победил на чемпионате клубов Латвии. В том же году с сеансами одновременной игры объездил около 25 городов Латвии, показав общий результат в пределах 74 процента из всех возможных очков. В 1939 году получил право играть на втором международном турнире в Кемере, где в серьёзной конкуренции занял 13 место. После Второй мировой войны активно включился в восстановление шахматной жизни Латвии. Был трёхкратным чемпионом города Юрмалы, а в 1947 году победил на чемпионате Латвии по шахматам. В полуфинале командного первенства СССР в Риге в 1948 году играл за сборную Латвии на первой доске. В том же 1948 году на четвертьфинале чемпионата СССР по шахматам в Тбилиси поделил 3—4 места (победил Тигран Петросян). До 1964 года с редкими исключениями каждый год участвовал в финале первенства Латвии по шахматам, подтверждая своё спортивное долголетие. Был также признанным мастером игры в быстрые шахматы, победив в более чем 70 таких турнирах.

## Карьера шахматного журналиста, тренера и организатора
В 1959 году был основан журнал "Шахс", и Зигфрид Солманис до 1965 года был главным редактором издания на латышском языке. В 1960—1970 годах работал также шахматным тренером - среди его учеников можно назвать многократную чемпионку Латвии Анду Шафранску.
Также начиная с 1979 года много труда вложил в развитие школы гроссмейстеров Михаила Таля и Айвара Гипслиса, которая способствовала развитию таланта таких известных шахматистов, как Александр Войткевич, Александр Шабалов и Алексей Широв. 
Последние годы жизни руководил шахматным клубом Юрмалы, много времени уделял на организацию ежегодных шахматных фестивалей в этом городе.